# Malenke, Simferopol
Malenke (în ucraineană Маленьке) este un sat în așezarea urbană Hvardiiske din raionul Simferopol, Republica Autonomă Crimeea, Ucraina.

## Demografie
Componența lingvistică a localității Malenke
     Rusă (79,97%)
     Ucraineană (11,64%)
     Tătară crimeeană (7,55%)
     Alte limbi (0,37%)
Conform recensământului din 2001, majoritatea populației localității Malenke era vorbitoare de rusă (79,97%), existând în minoritate și vorbitori de ucraineană (11,64%) și tătară crimeeană (7,55%).